# Cauldron Pool
Der Cauldron Pool (englisch für Kesseltümpel) ist ein heißer und dampfender Kratersee mit Brackwasser im Nordwesten von Candlemas Island im Archipel der Südlichen Sandwichinseln. Er liegt östlich der Tow Bay unterhalb der Westhänge des vulkanisch aktiven Lucifer Hill.
Den deskriptiven Namen verlieh ihm das UK Antarctic Place-Names Committee im Jahr 1971.